# Antonio Serrano Ocaña
Antonio Serrano Ocaña, más conocido como Antonio Serrano, (Almería, 31 de marzo de 1932) fue un futbolista español que jugó de centrocampista. Durante su carrera deportiva jugó en el Real Madrid Club de Fútbol.

## Carrera deportiva
Formado como amateur en equipos de su provincia natal, como la Unión Deportiva Almería, en 1951 ficha por la Sociedad Deportiva Ceuta, en donde permanece dos temporadas.
Después fichó por el CD Málaga en 1953, y el Real Madrid lo reclutaría después. Sin embargo, una inoportuna lesión le impidió triunfar en el conjunto blanco.
En la temporada 1955-56 fichó por el Atlético Almería para recuperar el ritmo deportivo, y así, fichó por el Real Jaén, con el que pudo debutar en Primera División.

## Clubes
| Club             | País   | Año         |
| ---------------- | ------ | ----------- |
| SD Ceuta         | España | 1951 - 1953 |
| CD Málaga        | España | 1953        |
| Real Madrid      | España | 1953 - 1955 |
| Atlético Almería | España | 1955 - 1956 |
| Real Jaén        | España | 1956 - 1957 |
| Linares          | España | 1957 - 1958 |
| Alicante CF      | España | 1958 - 1959 |